# Andrási Tivadar
Andrási Tivadar (Alsórákos, 1893. április 9. – Sepsiszentgyörgy, 1941. április 6.) magyar műfordító, szótárszerkesztő.

## Életútja
Tanulmányait Kolozsvárt a református teológián és az egyetem bölcsészeti karán végezte. 1921-től a Székely Mikó Kollégiumban tanított. Egy ifjúsági színdarabot "német eredetiből" dolgozott át (Utazás Bergengócziába, Sepsiszentgyörgy, 1922) és egy ifjúsági regényt hollandból fordított (A. Van Hoogstraten-Schoch: Kornélia. Kolozsvár, 1937). Román-magyar és magyar-román szótárt is szerkesztett (Sepsiszentgyörgy, 1924). Kisebb írásainak posztumusz gyűjteménye: Életképek (Budapest, 1942)